# Augusto Passaglia

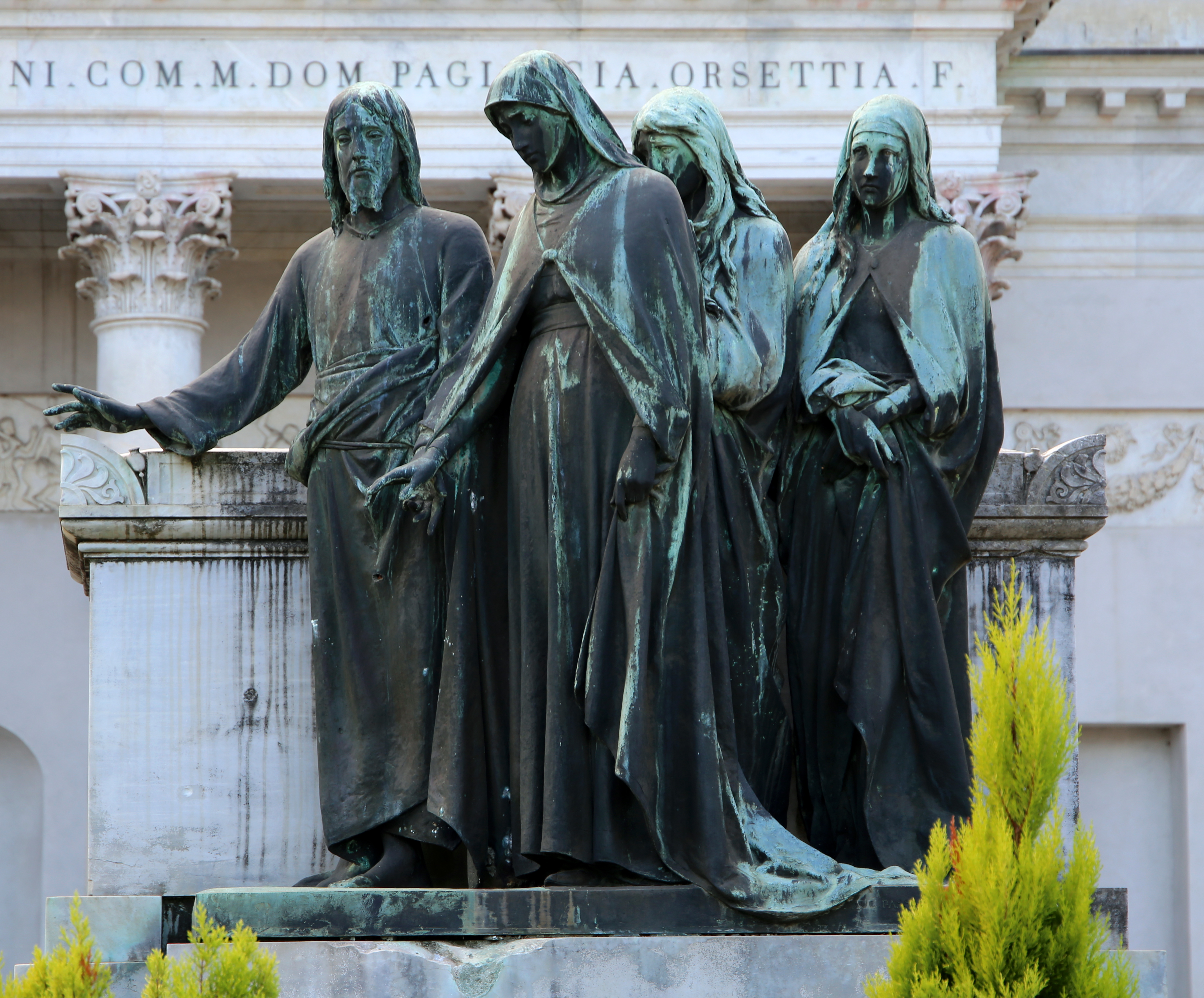
Monumento Tognini Lenci Mazzei, 1904, cimitero monumentale di Lucca

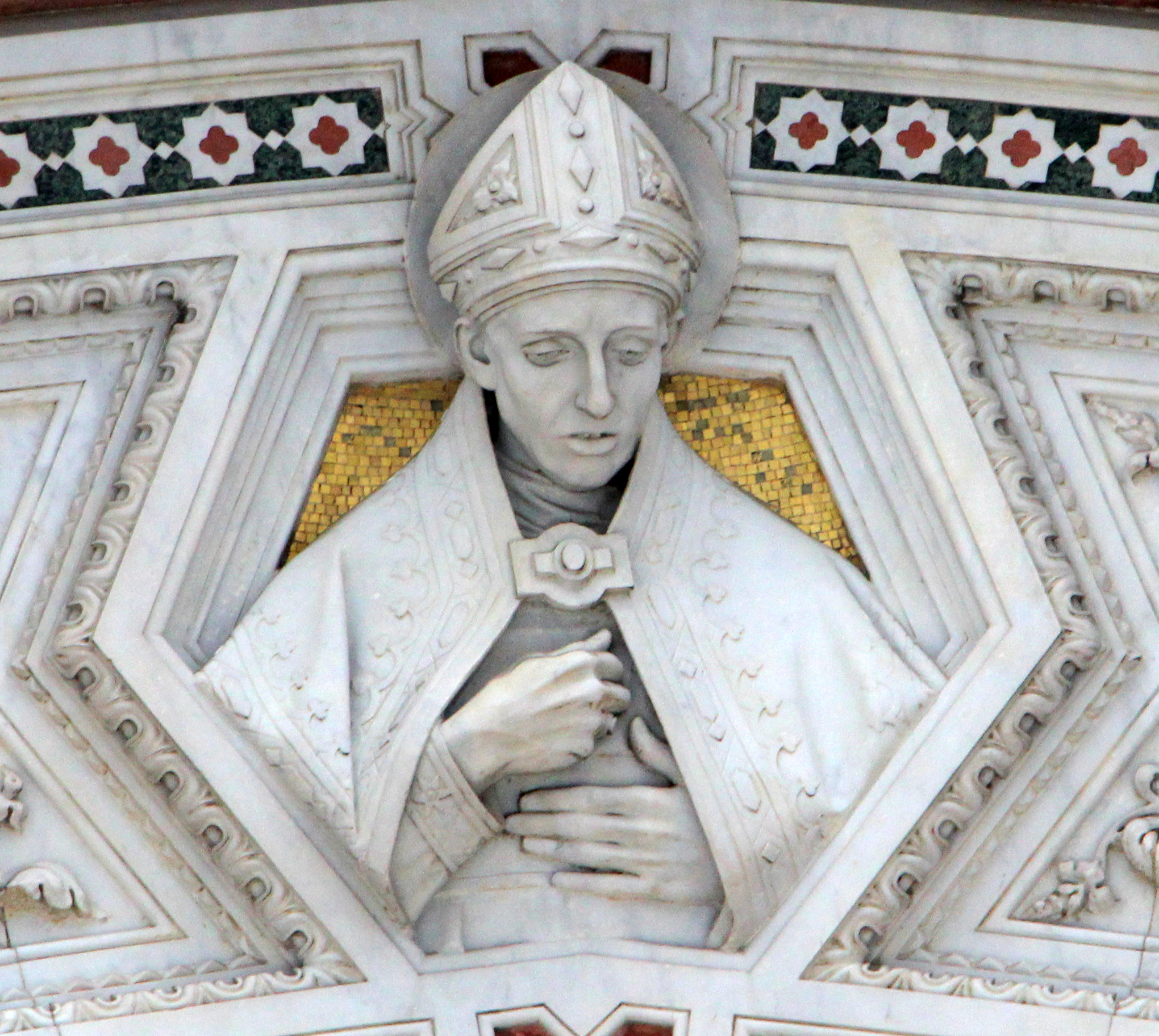
Sant'Andrea Corsini, portale centrale del Duomo di Firenze

Augusto Passaglia (Lucca, 1837 – Firenze, 1918) è stato uno scultore italiano.

## Biografia
Iniziato dal padre all'arte orafa nella città natale, decide di trasferirsi presto a Firenze per studiare scultura sotto Giovanni Duprè, grazie alla vincita di una borsa di studio. Si avvicina inoltre al realismo influenzato da Adriano Cecioni. Rimarrà a Firenze definitivamente dal 1862.
La sua carriera di scultore inizia con i bozzetti per i monumenti a Vittorio Emanuele II per le città di Torino e Venezia: i progetti ricevettero numerosi apprezzamenti, senza tuttavia venire selezionati. La prima opera che lo fece conoscere fu sicuramente il monumento in marmo a Boccaccio di Certaldo, mentre la fama arrivò con le decorazioni della facciata di Santa Maria del Fiore a Firenze.
Passaglia fu professore di scultura all'Accademia di Belle Arti e cavaliere dell'Ordine della Corona d'Italia.
Suo figlio Giulio fu pure scultore.

## Opere

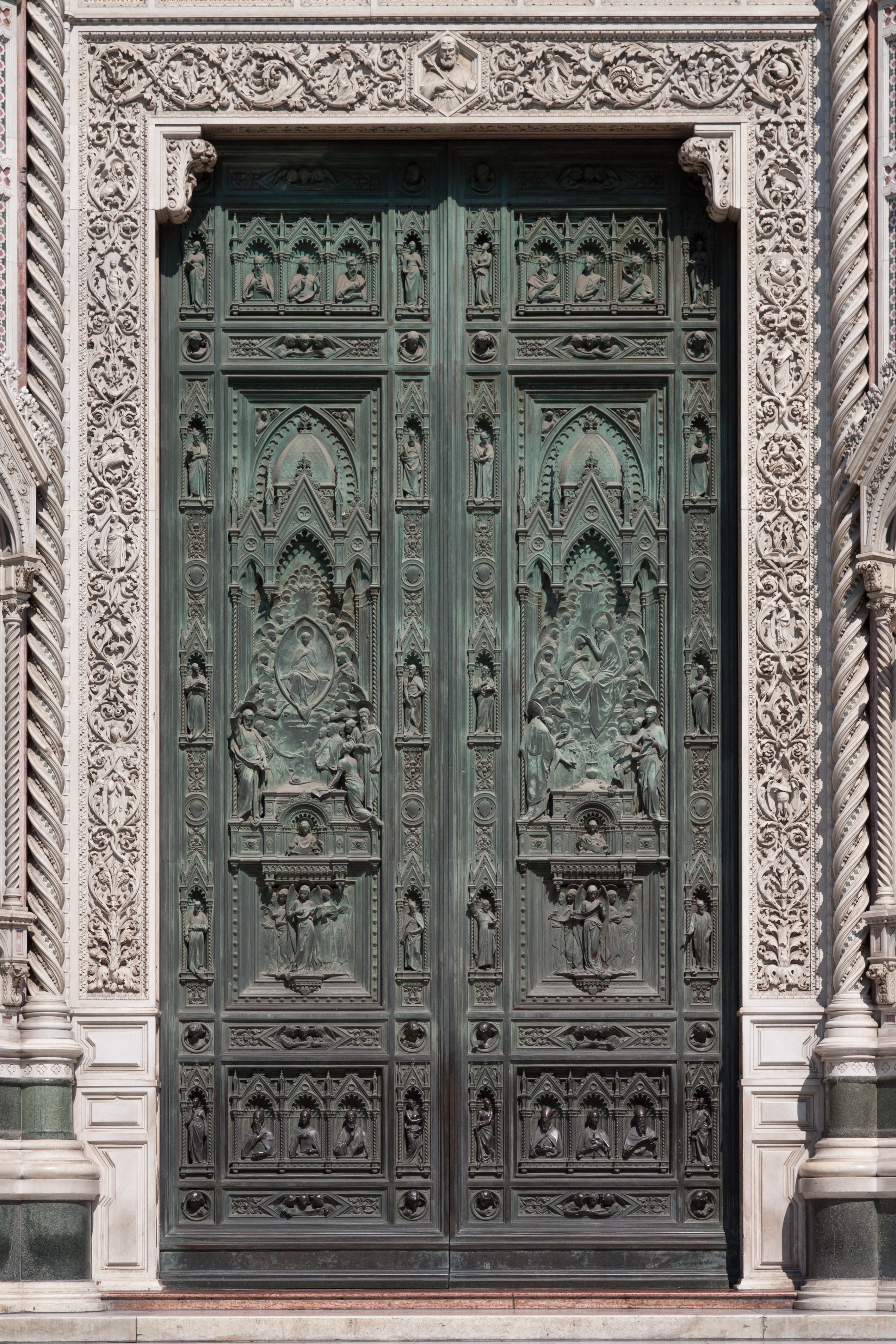
Porte bronzee centrali del Duomo di Firenze

Tra le sue principali sculture si ricordano:
- Monumento all'arcivescovo Giulio Arrigoni, chiesa dei Santi Giovanni e Reparata, Lucca (1877).
- Monumento a Giovanni Boccaccio, Certaldo (1879)
- Monumento a Francesco Carrara, Palazzo Ducale, Lucca (1891).
- Monumento a Vittorio Emanuele II, Lucca (1895).
- Madonna col Bambino, chiesa di San Leonardo in Borghi, Lucca (1898)
- Madonna Foederis Arca, frontone del portale centrale, cattedrale di Santa Maria del Fiore, Firenze.
- Padre Eterno, timpano sopra il rosone, cattedrale di Santa Maria del Fiore, Firenze.
- Vita di Maria, porte bronzee dei portali sinistro e centrale, cattedrale di Santa Maria del Fiore, Firenze (1899-1903).